# Jaron Brown
Jaron Brown (Gainesville, 8 gennaio 1990) è un giocatore di football americano statunitense che milita nel ruolo di wide receiver per i Seattle Seahawks della National Football League (NFL).

## Carriera

### Arizona Cardinals
Al college Bown giocò a football con i Clemson Tigers. Dopo non essere stato scelto nel Draft NFL 2013 firmò con gli Arizona Cardinals. Vi giocò per cinque stagioni con un massimo di 31 ricezioni per 477 yard e 4 touchdown nel 2017.

### Seattle Seahawks
Il 17 marzo 2018 Brown firmò con i Seattle Seahawks. Il primo touchdown con la nuova squadra lo segnò nella vittoria del terzo turno contro i Dallas Cowboys. La sua annata si chiuse con un nuovo primato personale di 5 marcature.
Nel sesto turno della stagione 2019 Brown segnò due touchdown su ricezione nella vittoria esterna sui Cleveland Browns.